# Wapen van Amsterdamscheveld

Het wapen van het waterschap Amsterdamscheveld

Het wapen van Amsterdamscheveld werd op 23 december 1958 per koninklijk besluit aan het waterschap Amsterdamscheveld verleend. Het waterschap ging in 1965 op in het waterschap Bargerbeek. Hiermee verviel het wapen.

## Blazoenering
De blazoenering luidt als volgt:
Omgekeerd gemanteld en ingebogen, boven van goud, beladen met twee gekruiste bliksemstralen van keel, naar beneden inslaande, waaroverheen een bijenkorf van hetzelfde, het vlieggat van sabel; geboord van zilver en beladen met drie verkorte Sint Andrieskruisen van hetzelfde, paalsgewijze gerangschikt, ter weerszijden vergezeld van staak, wederom van zilver. Het schild gedekt door een gouden kroon van drie bladeren en twee paarlen.
De heraldische kleuren zijn: goud (geel), keel (rood), sabel (zwart) en zilver. Het schild is gedekt door een gravenkroon.

## Geschiedenis
Rond 1850 kocht de Amsterdamse Drentsche Landontginninsmaatschappij een stuk grond aan bij Erica, dit werd tevens het Amsterdamscheveld genoemd, omdat de maatschappij haar hoofdkwartier had in Amsterdam (het wapen van Amsterdam is tevens in het waterschapswapen verwerkt). De maatschappij hield zich bezig met de ontginning van het veen (dit is ook in het wapen verwerkt door de rechte zilveren banen). Naast ontginning had het bedrijf ook een elektriciteitscentrale (dit is ook verwerkt in het wapen). Het bedrijf ging snel op in een ander, maar de plaatsnaam Amsterdamscheveld bleef bestaan.
Omdat de familie Van der Griendt baas was van de Amsterdamse Drentsche Landontginningsmaatschappij en ook een wapen voerde, werden ook de bijenkorven uit het familiewapen verwerkt in het wapen van het waterschap.
In de jaren '50 van de 20e eeuw had het waterschap interesse in een waterschapswapen. Zo werd er een ontwerp opgestuurd naar de Hoge Raad van Adel en is er over het ontwerp nog enige correspondentie geweest, maar in het uiteindelijke wapen is het ontwerp toch bewaard gebleven.

## Verwante wapens

Het wapen van Amsterdam
Het wapen van Hoogeveen
Het wapen van Hollandscheveld

Drentse Aa ·
Amsterdamscheveld ·
Bargerbeek ·
Eemszijlvest ·
Emmer-Erfscheidenveen ·
Hesselte ·
Hunze en Aa ·
Loo- en Drostendiep ·
Meppelerdiep ·
Middenveld ·
De Monden ·
Nijeveen-Kolderveen ·
Noordenveld ·
Oostermoerse Vaart ·
De Oude Vaart ·
Reest en Wieden ·
Riegmeer ·
De Runde ·
Smilde ·
't Suydevelt ·
De Veenmarken ·
De Vledder en Wapserveense Aa ·
Weerdinge ·
De Wold Aa ·
Wold en Wieden ·
Zuiveringsschap Drenthe